# The London Paper
The London Paper (estilizado como thelondonpaper) era um jornal diário gratuito britânico, publicado pela NI Free Newspapers Ltd, uma subsidiária da News International (que também é proprietária das empresas que publicam os jornais The Sun e The Times). Estava disponível de segunda a sexta-feira todas as semanas no centro de Londres, de 4 de setembro de 2006 até seu fechamento em 18 de setembro de 2009.